# Сюблейра, Пьер Юбер
Пьер Юбер Сюблейра (фр. Pierre Hubert Subleyras; 25 ноября 1699, Сен-Жиль (Гар) — 28 мая 1749, Рим) — французский живописец академического направления. Романист. С 1728 года и до конца жизни работал в Риме.

## Биография
Сюблейра родился в Сен-Жиль-дю-Гар, Лангедок. После периода ученичества у Антуана Ривальза в Тулузе, от которого до наших дней сохранились некоторые работы, свидетельствующие о его таланте, в 1726 году он отправился в Париж. Учился у Н. Флёгельса. В следующем году Сюблейра выиграл главный приз — Большую Римскую премию Королевской академии живописи и скульптуры, дававшую право на стипендию и дальнейшее обучение во Французской академии в Риме, располагавшейся тогда в Палаццо Манчини.
в 1728 году он покинул Францию. Женившись на Марии Феличе Тибальди, римской художнице-миниатюристке, которая часто воспроизводила его картины в миниатюрах, Сюблейра жил в Вечном городе до своей смерти в 1749 году и больше не возвращался во Францию. Приехав в Рим в возрасте двадцати девяти лет, уже полностью владея своим искусством, Сюблейра быстро стал получать престижные заказы, сначала на портреты, а затем как исторический живописец. Его искусство особенно ценили представители религиозных орденов, которые заказывали ему крупные композиции. Одним из самых ранних примеров является картина «Пир у Симона фарисея» (Париж, Лувр), написанная в 1737 году по заказу ордена регулярных каноников Латеранского монастыря для украшения трапезной их монастыря в Асти. Эта работа обеспечила ему поступление в Академию Святого Луки.
Среди самых важных заказов был заказ на создание в 1740 году портрета папы Бенедикта XIV, несколько версий которого находятся в музее Конде в Шантийи, в архиепископстве Безансона, в Пинакотеке Феррары и в Версальском дворце. Затем по заказу кардинала Сильвио Валенти-Гонзага художник выполнил огромную картину «Месса Святого Василия перед императором Валентом, арианином», имевшую такой шумный успех, что она была переложена в картон для мозаики в соборе Святого Петра в Ватикане.
Сюблейра был проницательным портретистом, как это видно на примерах портретов папы или тучного кардинала Валенти-Гонзага. Сам папа заказал художнику две большие картины, «Бракосочетание Святой Екатерины» и «Экстаз Святой Камиллы», которые он поместил в своих личных апартаментах. Другой известный портрет — священнослужителя и художника Джованни Феличе Рамелли, который сам Рамелли затем воспроизвёл в миниатюре.
Сюблейра проявлял индивидуальность в картинах бытового жанра, которые он создал в значительном количестве. В иллюстрациях к басням Лафонтена и новеллам Боккаччо раскрывается истинная связь художника с современной эпохой, её вкусами и настроениями; а его рисунки с натуры часто достойны восхищения.
Однако на пике своей славы Сюблейра серьёзно заболел. Изнурённый переутомлением, он попытался переехать в Неаполь, но через несколько месяцев вернулся в Рим и умер 28 мая 1749 года.
После смерти Сюблейра молодой и амбициозный Помпео Батони занял место лидера римской академической школы живописи.
Будучи видной фигурой в Риме второй четверти XVIII века, Пьер Сюблейра оказал влияние на многих французских художников, которые были пенсионерами Академии Франции и жили в Вечном городе. Его имя оставалось знаменитым во второй половине XVIII века и никогда полностью не забывалось. В наше время благодаря многочисленным выставкам и публикации различных работ о его творчестве Пьер Юбер Сюблейра по праву считается одним из главных художников Франции и Италии XVIII века.
Один из двух его сыновей, Луиджи Сюблейра (1743—1814), поэт, работавший в Риме, был автором, среди прочего, популярных сонетов «Nella venuta in Roma di madama Le Comte e dei Signori Watelet, e Copette rinomatissimi letterati francesi» (1764).

## Галерея

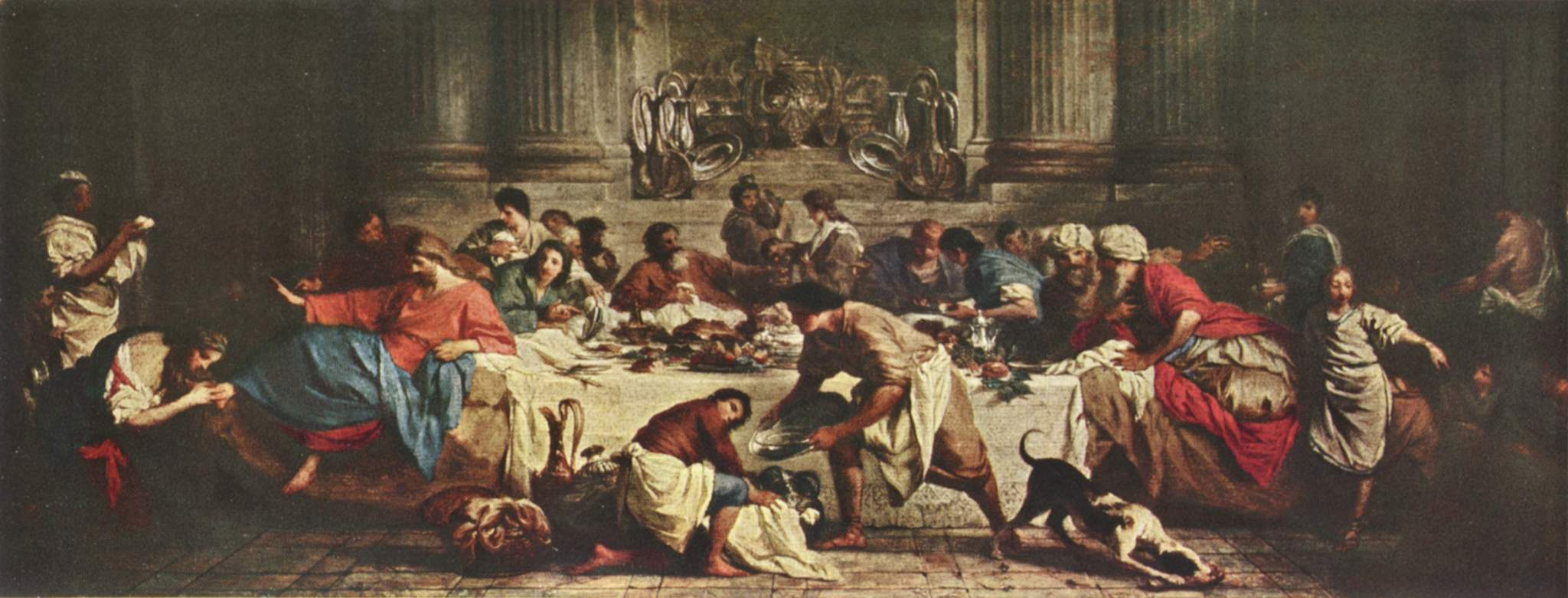
Пир в доме Симона фарисея. 1737. Холст, масло. Лувр, Париж
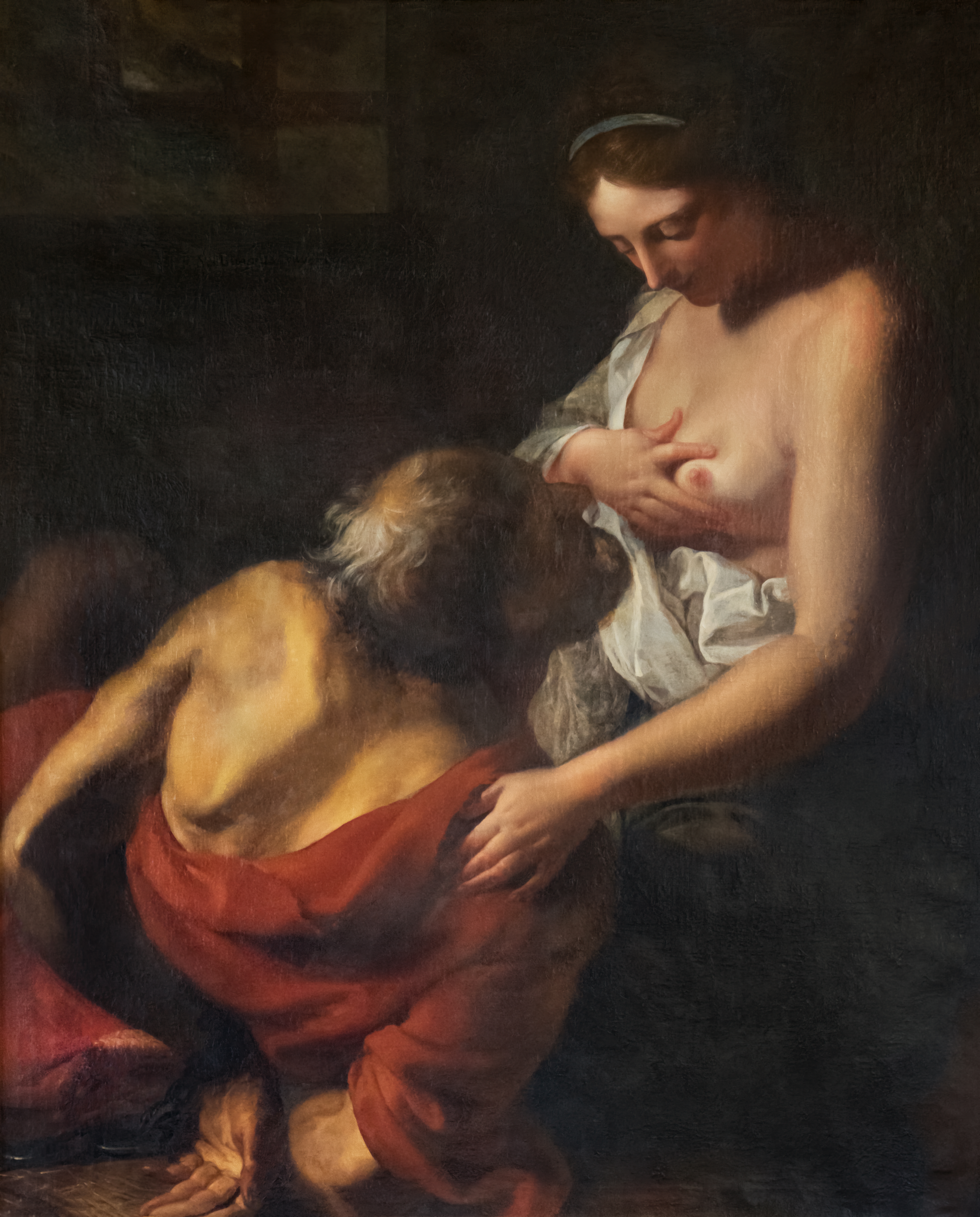
Римское милосердие. Ок. 1720. Холст, масло. Музей искусства и истории, Нарбон
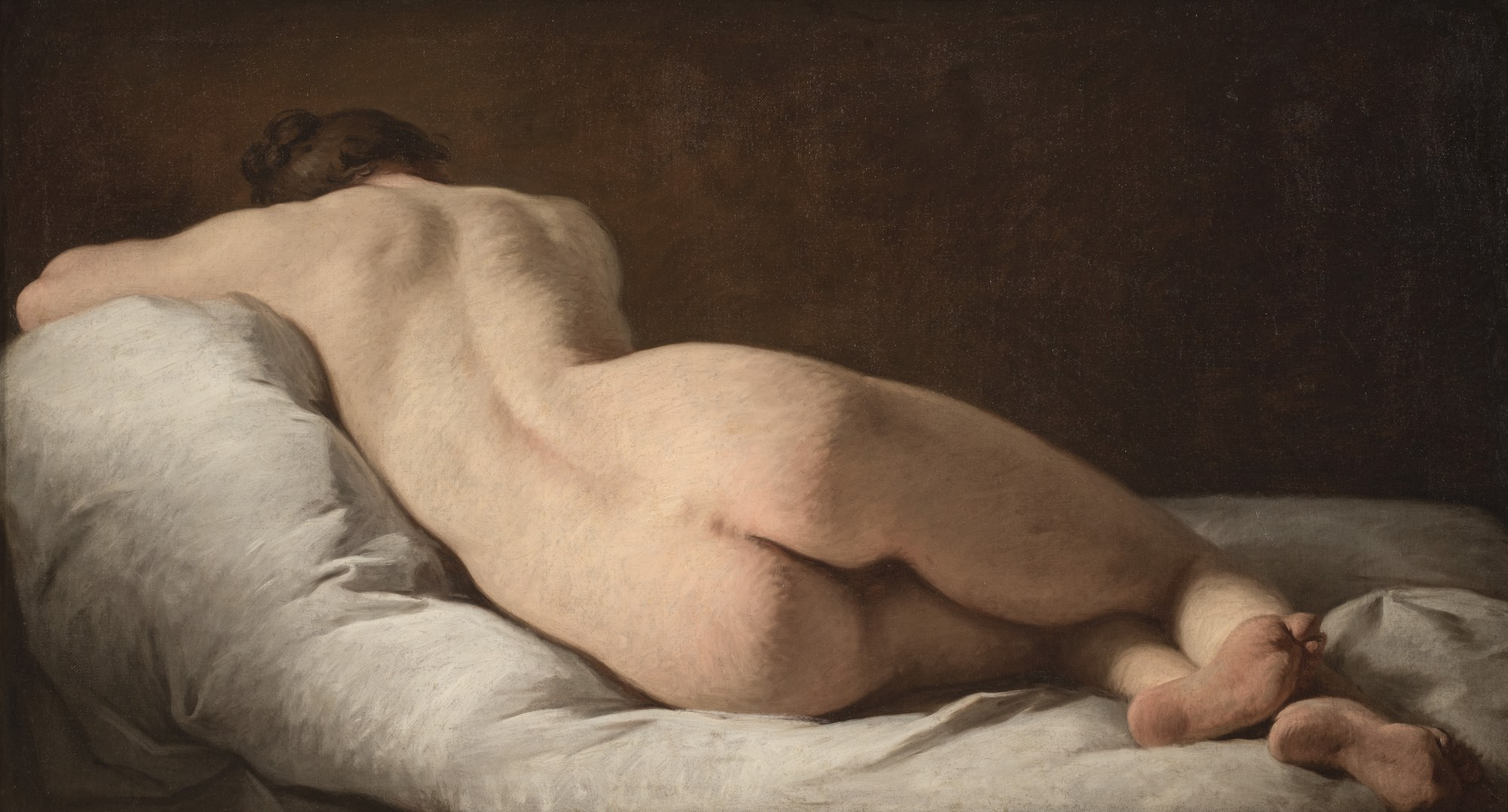
Обнажённая женщина со спины. Ок. 1732. Холст, масло. Палаццо Барберини, Рим
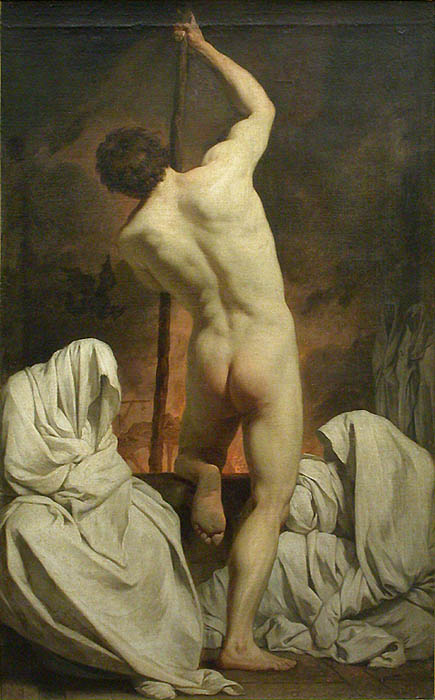
Харон, плывущий в царство теней. Между 1735 и 1744. Холст, масло. Лувр, Париж
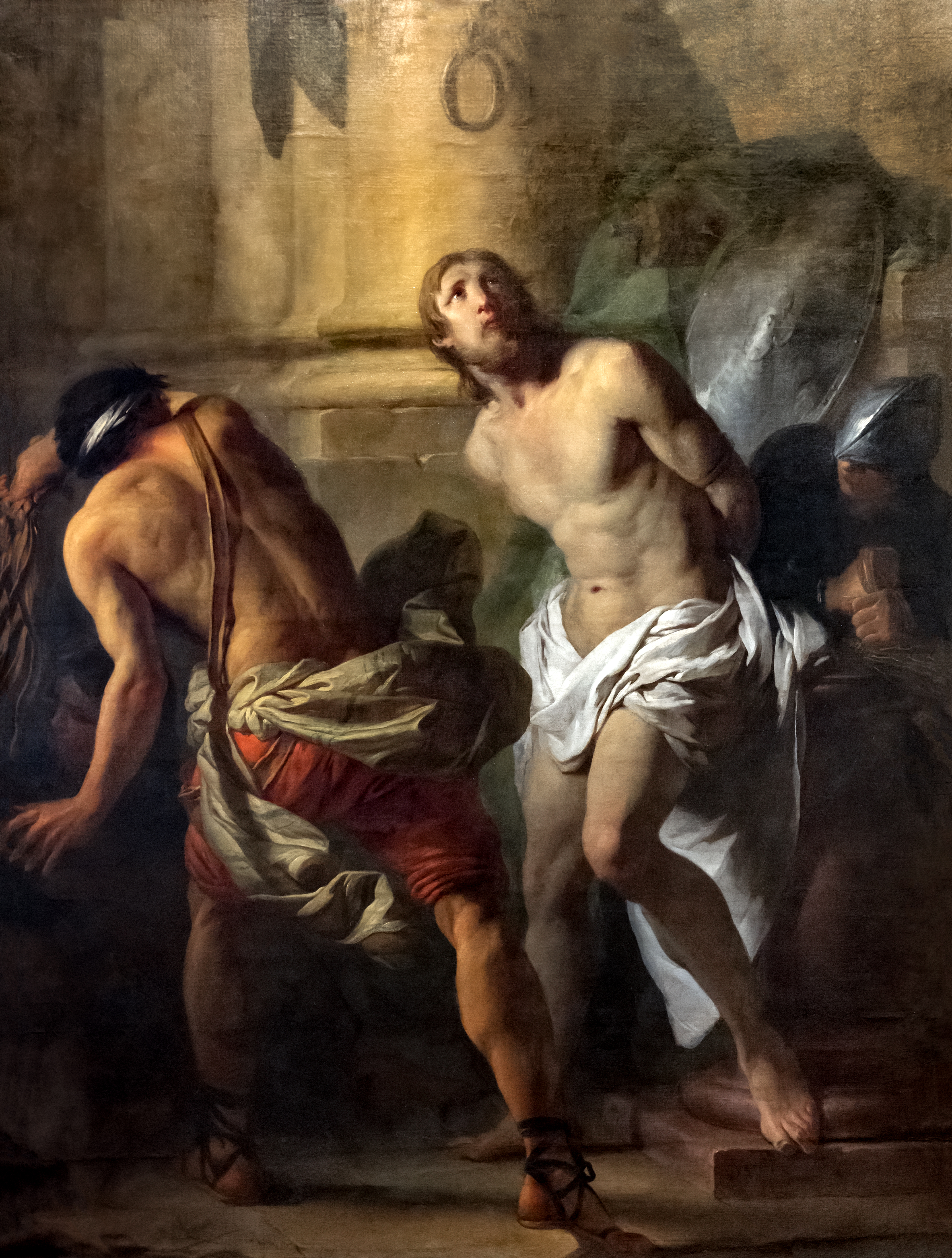
Бичевание Христа. До 1749. Холст, масло. Музей Энгра-Бурделя, Монтобан
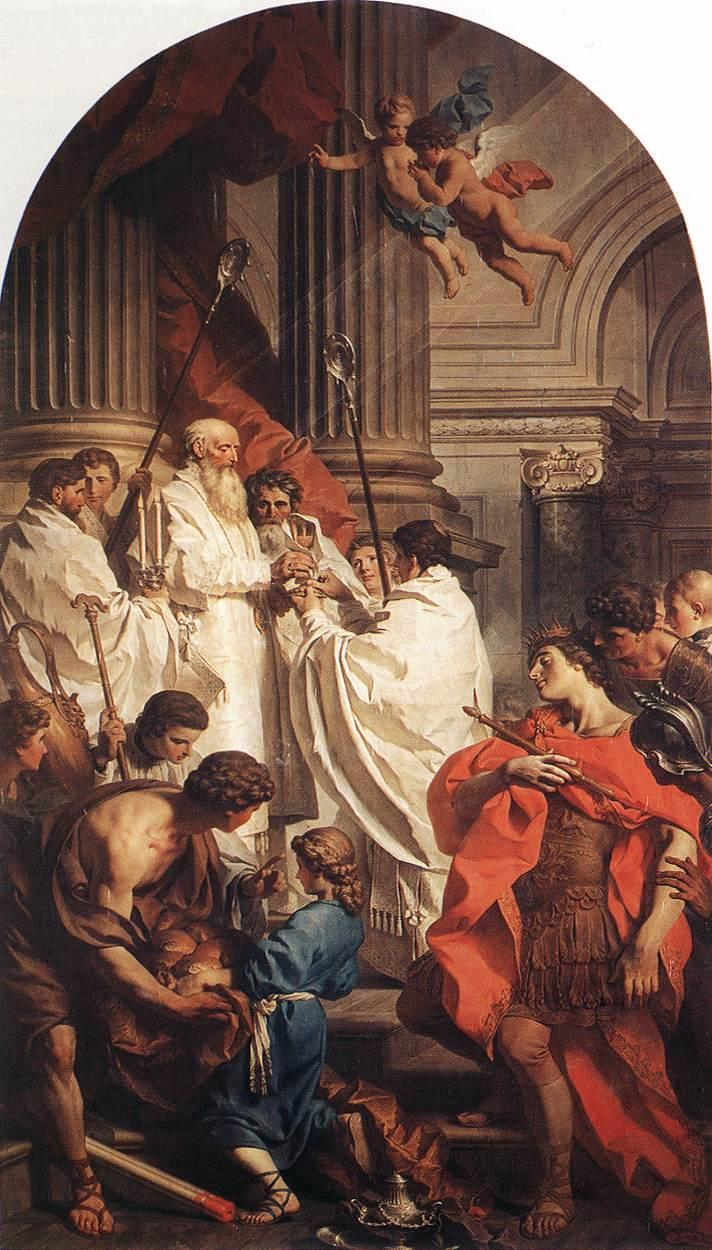
Месса Святого Василия перед императором Валентом, арианином. Эскиз картины. 1743. Холст, масло. Государственный Эрмитаж, Санкт-Петербург
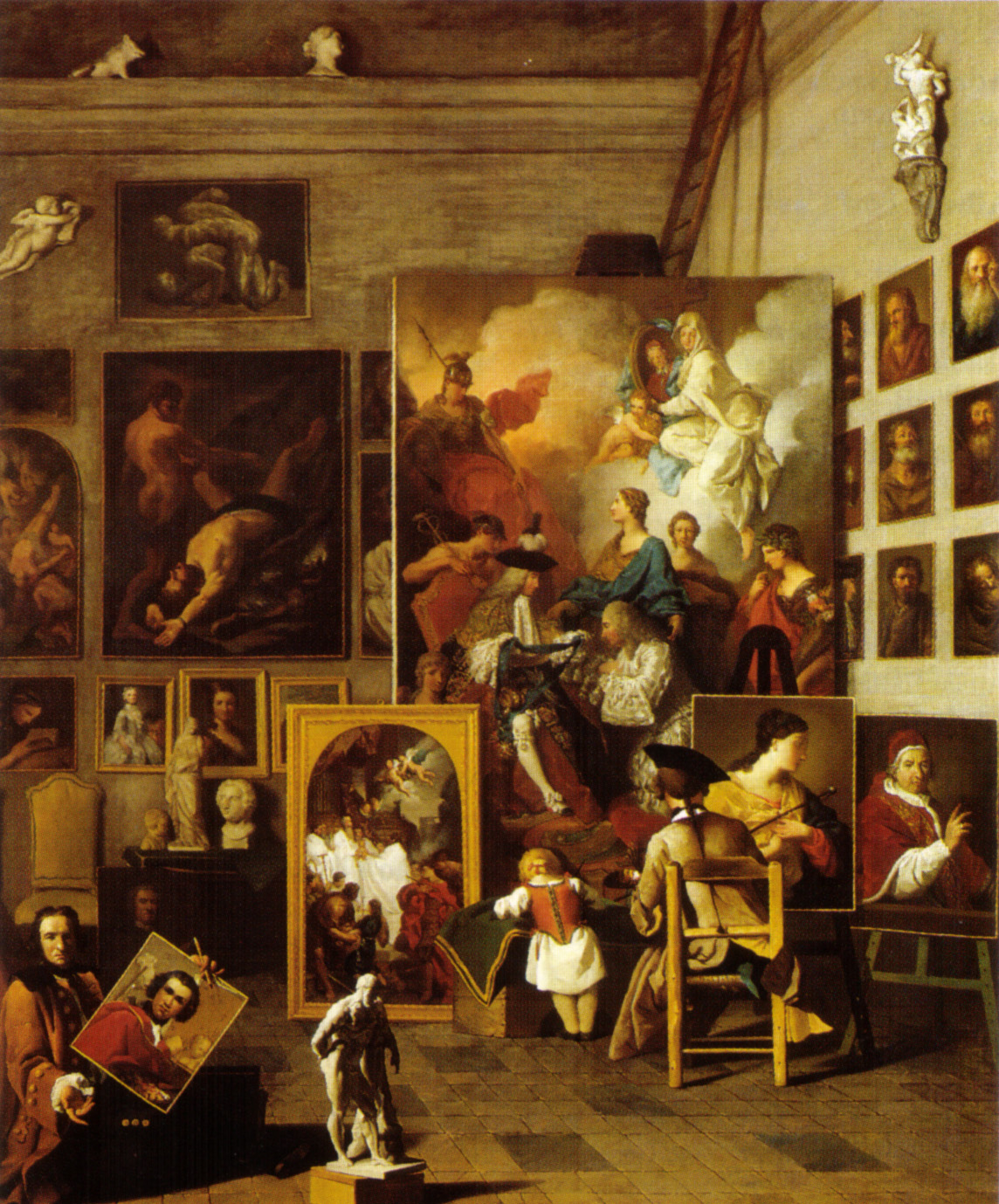
Ателье художника. 1740-е. Холст, масло. Академия изобразительных искусств, Вена
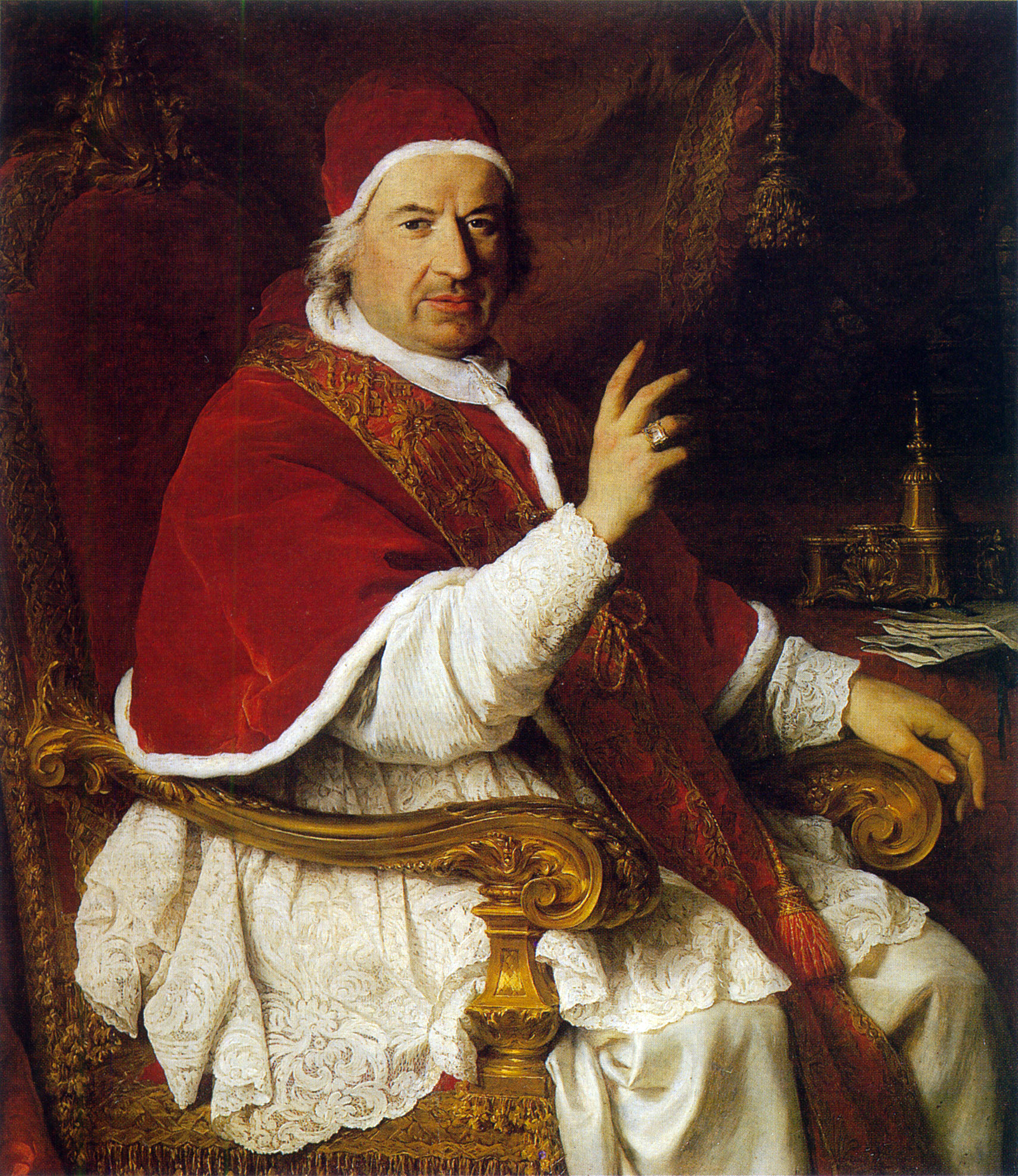
Портрет папы Бенедикта XIV. 1740. Холст, масло. Музей Конде, Шантийи
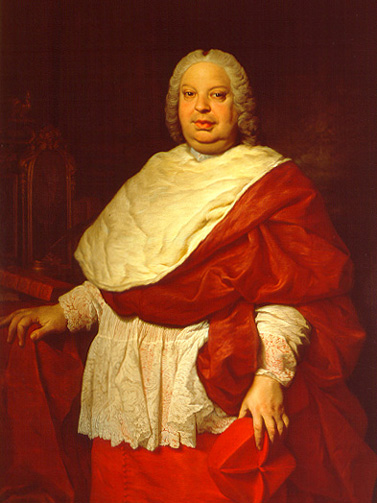
Кардинал Сильвио Валенти-Гонзага. Ок. 1745. Холст, масло. Галерея Чини, Рим
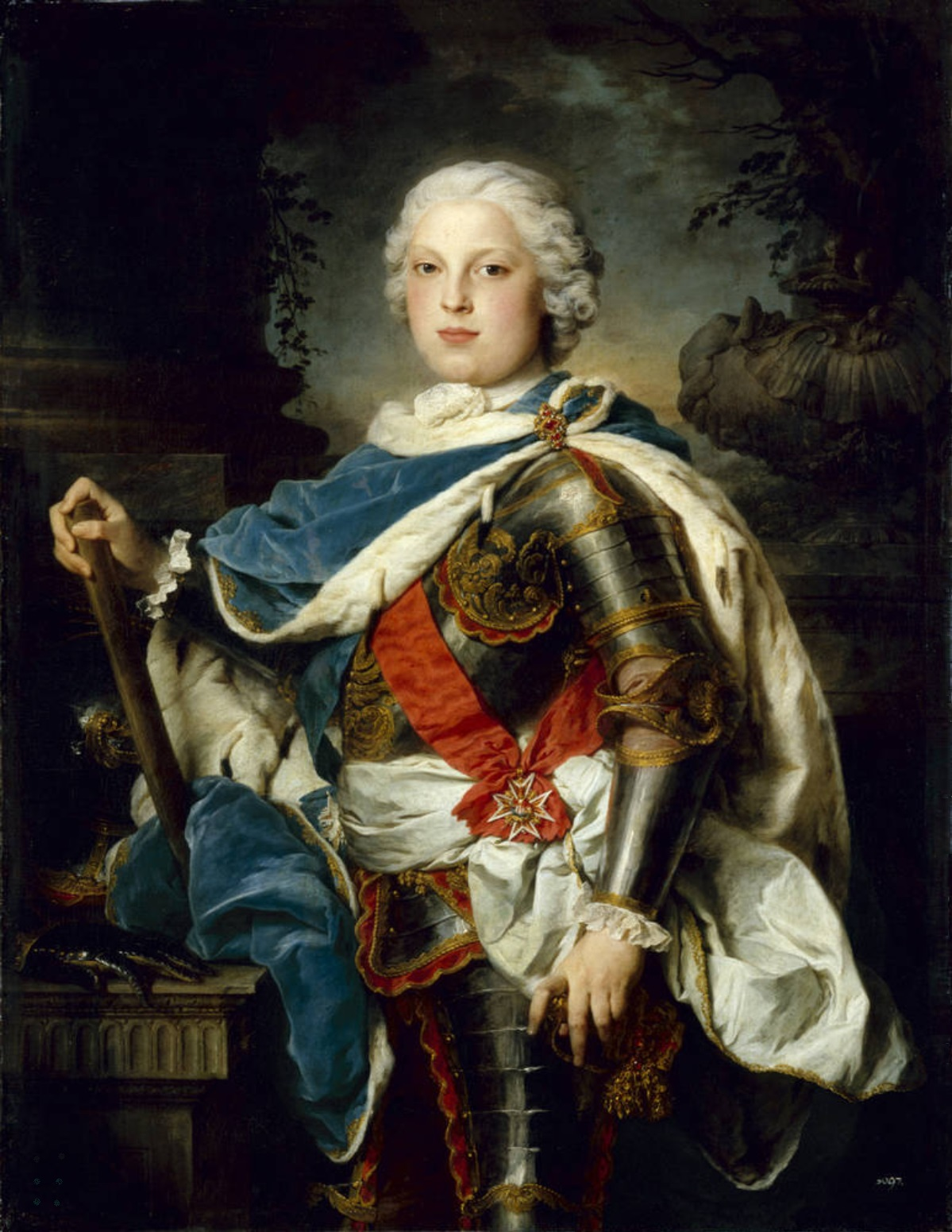
Фредерик Кристиан Саксонский. 1739. Холст, масло. Галерея старых мастеров, Дрезден